# Walter Scheidemandel

Portrait Walter Scheidemandel, Burgmuseum Parsberg

Walter Scheidemandel (* 16. Mai 1894 in Nürnberg; † 4. Dezember 1987 in Parsberg) war ein deutscher Maler.

## Leben
Walter Scheidemandel besuchte nach Abschluss seiner Schulzeit die Kunstgewerbeschule in Nürnberg bei Rudolf Schiestl. In München studierte er an der Akademie der Bildenden Künste bei Peter Halm, wobei seine Schwerpunkte Grafik, Radierung, Lithografie und Tiefdruck waren.
Nach Beendigung seiner Ausbildung war Walter Scheidemandel als freischaffender Künstler in München tätig. Zu dieser Zeit fertigte er viele Entwürfe für Glasfenster in kirchlichen und profanen Bauten an und führte zahlreiche Buchillustrationen aus. In München heiratete er Anna Spitzner, die Schwester von Sigmund Spitzner.
Während des Zweiten Weltkrieges wurden sein Münchner Atelier und viele der darin befindlichen Werke zerstört. Nach dem Krieg übersiedelte der Künstler nach Parsberg. Dort schuf er vor allem Porträts und Landschaftsbilder. Einen Schwerpunkt seiner Arbeit bildeten nun die Restaurierungen von Wand- und Deckengemälden sowie die Neubemalung von Kirchenräumen.
1987 starb Walter Scheidemandel im Alter von 93 Jahren.

## Werk
Walter Scheidemandel war ein Künstler, dessen Werk vor allem durch seine Kirchenmalerei geprägt wurde. Seine Ausbildung an renommierten Institutionen wie der Kunstgewerbeschule in Nürnberg und der Akademie der Bildenden Künste in München legte den Grundstein für seine Expertise in Grafik, Radierung, Lithografie und Tiefdruckverfahren.
Seine Werke zeichnen sich durch eine meisterhafte Beherrschung verschiedener Maltechniken aus, insbesondere Fresko und Seccofresko. Diese Techniken erlaubten ihm, beeindruckende Wand- und Deckengemälde zu schaffen, die durch ihre Farbigkeit und Komposition bestechen.
Ein herausragendes Beispiel seiner Arbeit ist die Malerei der Gottesmutter Maria aus den 1950er Jahren, die kürzlich nach Teublitz zurückkehrte. Dieses Werk zeigt nicht nur seine technische Fertigkeit, sondern auch seine Fähigkeit, religiöse Motive mit einer tiefen emotionalen Ausdruckskraft darzustellen. Die Darstellung der Maria mit Jesus auf dem Arm und der Burglengenfelder Burgberg im Hintergrund zeugt von seiner Fähigkeit, lokale Landschaften und religiöse Themen harmonisch zu verbinden.

## Quellverzeichnis
1. 1 2 3  Tafel im Burgmuseum Parsberg mit Lebenslauf von Spitzner und Scheidemandel
2. ↑  Stadt Teublitz: Gemälde findet den Weg zurück nach Teublitz. Abgerufen am 21. März 2025.

| Personendaten    | Personendaten         |
| ---------------- | --------------------- |
| NAME             | Scheidemandel, Walter |
| KURZBESCHREIBUNG | deutscher Maler       |
| GEBURTSDATUM     | 16. Mai 1894          |
| GEBURTSORT       | Nürnberg              |
| STERBEDATUM      | 4. Dezember 1987      |
| STERBEORT        | Parsberg              |